# Astragalus djilgensis
Astragalus djilgensis är en ärtväxtart som beskrevs av Adrien René Franchet. Astragalus djilgensis ingår i släktet vedlar, och familjen ärtväxter. Inga underarter finns listade i Catalogue of Life.